# Serra do Cavalo
Serra do Cavalo é uma montanha com 1 430 metros de altitude, situada no município brasileiro de Teresópolis, interior do Rio de Janeiro, mais precisamente a leste do bairro do Alto, destacando-se por sua imponente crista. É bastante procurada por praticantes do montanhismo, existindo três maneiras para se chegar ao topo: pelos bairros do Jardim Meudon, Rosário (aglomerado subnormal do bairro São Pedro) e Santa Cecília, sendo este o mais procurado. A entrada da trilha fica na Rua Padre Feijó, 266, distanciando-se do ponto mais alto por cerca de dois quilômetros, vencidos em cerca de uma hora. Chegando ao topo, é proporcionado uma vista da cadeia de montanhas da Serra dos Órgãos, da floresta do Parque Estadual dos Três Picos, cortada pela Estrada Rio-Bahia, além de uma visão panorâmica do bairro do Alto, principal área turística do município.  Do outro lado, ainda é possível observar as comunidades que formam o bairro de São Pedro.

## Problemas ambientais
Como citado acima, as comunidades que formam o bairro São Pedro situam-se, em grande parte, na Serra do Cavalo. A ocupação desordenada das casas formaram aglomerados subnormais, e contribuem para Teresópolis ser considerada uma das cidades mais favelizadas do estado. Este problema foi basicamente causado pelo processo de migração ocorrido na década de 1950, causado pelos desastres naturais que ocorriam com frequência na baixada fluminense. Com o avanço das residências, grande parte da vegetação da Serra do Cavalo foi comprometida. A infraestrutura deficiente da comunidade se resume com o precário sistema de abastecimento de água, que é feito por mangueiras de borracha que conduzem a água da nascente da montanha até as casas. Isso faz com que o risco de incêndios aumente nas épocas mais secas do ano, sendo este o principal problema ambiental. Podemos citar como exemplo o grande incêndio que ocorreu no local em 2007, que comprometeu grande parte da vegetação e do solo, causado pela prática ilegal da queima de lixo. Após 2007, os incêndios tornaram-se periódicos na Serra do Cavalo. Em 2011, o fogo deixou o Morro do Rosário (comunidade do bairro São Pedro) em risco. Recentemente, em 2016, um incêndio novamente atingiu o local.
Além dos incêndios, outro problema ambiental da Serra do Cavalo está relacionado com os desastres naturais. Recentemente, foram instalados 100 prismas no local, que emitem sinais infravermelhos para sensores geotécnicos, afim de captar qualquer tipo de movimentação de terra.